# كشف حساب

مثال على كشف حساب المعاملات من مصرف خيالي.

كشف حساب أو بيان حساب هو تلخيص للمعاملات المالية التي أجريت خلال فترة معينة في حساب مصرفي مملوك من قِبل شخص أو شركة مع مؤسسة مالية.
عمليات كشف الحساب تطبع عادة ً على ورقة واحد أو عدة الأوراق وإما يتم إرسالها بالبريد مباشرة إلى صاحب الحساب أو الاحتفاظ بها في فرع المؤسسة المالية المحلية ليأخذها العميل. في السنوات الأخيرة كان هناك انتقال إلى عمليات الكشف الإلكترونية لتفادي استخدام الورق، وبعض المؤسسات المالية تقدم التحميل المباشر لكشف الحساب في برنامج المحاسبة لصاحب الحساب.
بعض أجهزة الصراف الآلي توفر إمكانية طباعة  نسخة مختصرة من كشف الحساب في أي وقت، يطلق عليها عادةً سجل المعاملة، أو يمكن رؤية سجل المعاملة موقع المؤسسة المالية أو متوفر خلال الخدمة المصرفية الهاتفية.